# 向山均

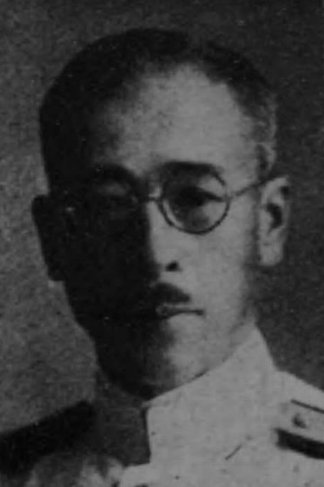
向山均

向山 均（むこうやま ひとし、1891年（明治24年）10月29日 - 1978年（昭和53年）7月5日）は、日本の海軍軍人、政治家、華族。最終階級は海軍造兵中将。貴族院男爵議員。向山慎吉の子。

## 経歴
東京市で海軍士官・向山慎吉の長男として生まれる。父の死去に伴い、1911年（明治44年）1月12日、家督を相続し男爵を襲爵。同年7月、東京帝国大学工科大学に入学し、1914年（大正3年）3月、海軍造兵学生となり同年7月に東京帝大工科大学電気科を卒業した。
1914年7月10日、海軍造兵中技士に任官し横須賀鎮守府附となる。以後、呉海軍工廠水雷部副部員、横須賀海軍工廠造兵部副部員、扶桑乗組、呉工廠水雷部部員、英国駐在、仏国駐在、兼造兵監督官、呉工廠検査官兼水雷部部員、兼海軍兵学校教官、呉工廠水雷部部員、兼呉工廠電気実験部部員、艦政本部員（一部三課）兼造兵監督官、兼連合艦隊司令部附、呉工廠電気部部員、兼海軍砲術学校教官、兼呉工廠電気実験部部員などを経て、1930年（昭和5年）12月1日、海軍造兵大佐に昇進。呉工廠電気部長、海軍技術研究所電気研究部長を務め、1936年（昭和11年）12月1日、海軍造兵少将に進んだ。その後、横須賀工廠造兵部長を務め、1940年（昭和15年）11月15日、海軍造兵中将に昇進し艦政本部出仕となる。同年12月16日待命となり、同月21日に予備役に編入された。
1941年（昭和16年）7月19日、貴族院男爵議員補欠選挙で当選。公正会に所属して活動し、1946年（昭和21年）4月17日に貴族院議員を辞職した。その他、日本電気 (株) 本社顧問、(株) 小穴製作所専務取締役、商工省参与、内閣委員・企画院勤務、軍需省委員などを務めた。
1947年（昭和22年）11月28日、公職追放仮指定を受けた。

## 栄典
- 1924年（大正13年）12月1日 - 従四位[12]

## 親族
- 父・向山慎吉
- 母 向山静（山高信離長女）[2]
- 妻 向山光子（外交官島村久三女[2][13][14]、東京女学館中等科卒[15]、兄に俳人の島村元[16]）
- 子・向山金雄 - 岳父に三島通陽